# Hydrophobia
Hydrophobia est un jeu vidéo de type survival horror développé et édité par Dark Energy Digital, sorti en 2010 sur Xbox 360 et en 2011 sur Windows et PlayStation 3.

## Accueil
- Edge : 3/10[1]
- Eurogamer : 4/10[2]
- IGN : 8/10[3]
- Jeuxvideo.com : 13/20[4]